# Lacrimosa (сингл Kalafina)
Lacrimosa — четвертий сингл гурту Kalafina, в якому взяли участь Вакана, Кейко та Хікару. Випуск синглу відбувся 4 березня 2009 року. Пісня Lacrimosa стала закриваючою темою в аніме Kuroshitsuji після 14 серії. Також цей сингл містився як бонус на обмеженому DVD виданні.

## Список треків

### CD
Автор музики і слів Юкі Каджіура. 
| #     | Назва                      | Тривалість |
| ----- | -------------------------- | ---------- |
| 1.    | «Lacrimosa»                | 4:14       |
| 2.    | «Gloria»                   | 3:45       |
| 3.    | «Lacrimosa (Instrumental)» | 4:13       |
| 12:12 |                            |            |

### Обмежене DVD видання
| #  | Назва                                                                                              | Тривалість |
| -- | -------------------------------------------------------------------------------------------------- | ---------- |
| 1. | «Lacrimosa (Відеокліп)»                                                                            |            |
| 2. | «Lacrimosa ("Black Butler" Credit-less Ending)» (Lacrimosa (『黒執事』ノンクレジットエンディング)) |            |

## Чарти
| Чарт                  | Пікова позиція | Продажів | Період   |
| --------------------- | -------------- | -------- | -------- |
| Oricon Weekly Singles | 14             | 17,676   | 5 тижнів |